# Milbemectine
| Milbemectine          |                                |                                |
| Name                  | Milbemectin A3                 | Milbemectin A4                 |
| Strukturformel        | Strukturformel von Milbemectin | Strukturformel von Milbemectin |
| Rest R=               | –CH3                           | –CH2CH3                        |
| CAS-Nummer            | 51596-10-2                     | 51596-11-3                     |
| PubChem               | 9828343                        | 9959038                        |
| Summenformel          | C31H44O7                       | C32H46O7                       |
| Molare Masse          | 528,7 g·mol−1                  | 542,7 g·mol−1                  |
| Aggregatzustand       | fest                           | fest                           |
| Schmelzpunkt          | 205,2 – 208,3 °C               | 205,2 – 208,3 °C               |
| Löslichkeit in Wasser | praktisch unlöslich            | praktisch unlöslich            |
| Löslichkeit in Wasser | 2,68 mg·l−1 bei 25 °C          | 4,55 mg·l−1 bei 25 °C          |

Die Milbemectine sind chemische Verbindungen aus der Gruppe der Milbemycine.
Ein Gemisch der beiden Verbindungen Milbemycin A3 und Milbemycin A4 im Verhältnis ≤ 30 % : ≥ 70 % wird als Wirkstoff im Pflanzenschutz unter der Bezeichnung Milbemectin (Handelsname u. a. Milbeknock) eingesetzt.

## Vorkommen
Die Milbemectine kommen natürlich in Bakterien der Gattung Actinomyces vor, in denen sie durch Fermentation entstehen.

## Eigenschaften
Die Vertreter der Milbemectine sind weiße Feststoffe, die praktisch unlöslich in Wasser, jedoch löslich in Aceton, Dichlormethan, Ethylacetat und Methanol sind.

## Verwendung
Milbemectin wird als Akarizid und Insektizid im Obstbau verwendet. Es wurde von der japanischen Firma Mitsui Chemicals entwickelt. Es wird gegen Spinnmilben bei Kernobst, Hopfen und Erdbeeren als Akarizid und gegen Minierfliegen bei Zierpflanzen als Insektizid zur Anwendung im Gewächshaus verwendet. Es wird durch direkten Kontakt und durch Fraß bzw. beim Saugen aufgenommen. Es wirkt nicht systemisch, wird aber in die behandelten Pflanzenteile aufgenommen und translaminar verlagert. Dadurch wird der Wirkstoff vor frühzeitigem Abbau geschützt und eine anhaltende Dauerwirkung erreicht. Dies gilt insbesondere für junge Blätter, bei älteren Blättern ist dieser Effekt durch die weiterentwickelte Kutikula und ausgeprägte Wachsschichten eingeschränkt. Auf der Pflanzenoberfläche wird Milbemectin in kurzer Zeit abgebaut, was die Einsatzmöglichkeiten des Produkts im Zierpflanzenbau in Kombination mit Nützlingen erleichtert. Die Wirkung beruht auf der Unterbrechung der Reizleitung des Nervensystems von Spinnmilben und Insekten und führt somit zu einer sofortigen Lähmung und nachfolgendem Absterben der Schadtiere. Es wird zum Beispiel unter dem Handelsnamen Milbeknock vertrieben.

## Zulassung
Milbemectin wurde 2005 in die Liste der in den Ländern der Europäischen Union zulässigen Pflanzenschutzmittel-Wirkstoffe aufgenommen.
Pflanzenschutzmittel mit dem Wirkstoff Milbemectin sind in der Schweiz, Österreich und Deutschland zugelassen.